# The Great Inn

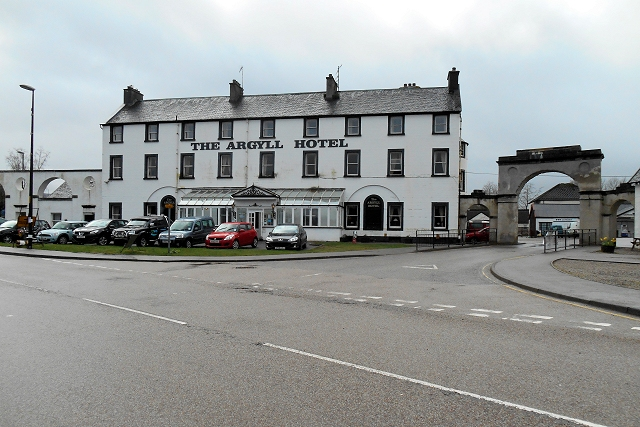
The Great Inn

The Great Inn, ursprünglich The Inveraray Inn, heute Argyll Arms Hotel, ist ein Hotelbetrieb in der schottischen Stadt Inveraray. Er liegt nahe dem Ufer von Loch Fyne unweit des Schiffsanlegers direkt an der A83, die den Süden der Region Argyll and Bute bis zur Halbinsel Kintyre an den Central Belt anschließt. Östlich grenzt das Gebäude an die Ziermauer der Stadt, die sich in mehreren Bögen über die Straße The Ave spannt, und dem Torbogen über die A819. 1966 wurde The Great Inn in die schottischen Denkmallisten in der höchsten Kategorie A aufgenommen.
Das 1757 fertiggestellte Great Inn gehört zu den ältesten Gebäuden der Planstadt Inveraray. Den Bau eines Gästehauses veranlasste Archibald Campbell der 3. Duke of Argyll. Zu den Gästen des Hauses zählen James Boswell, Samuel Johnson, welche dort 1773 auf der Rückreise von den Hebriden Halt machten. Im Jahre 1787 verweilte der Dichter Robert Burns auf seiner ersten Reise durch die Highlands im damaligen Inveraray Inn. 1803 verbrachte das Dichtergeschwisterpaar William und Dorothy Wordsworth einige Zeit in dem Hotel. Zuletzt waren John Rickman, Robert Southey und Thomas Telford Gäste des Hotels. 1955 zerstörte ein Brand Teile des Gebäudes.

## Beschreibung
Das dreistöckige Gebäude weist typische Merkmale der Georgianischen Architektur auf. Der Eingang des länglichen Hauses befindet sich mittig an der Vorderfront. Die zahlreichen Sprossenfenster sind von geriffelten Quadersteine umrahmt und durch Anstrich farblich abgesetzt. Das Great Inn schließt mit einem schiefergedeckten Satteldach ab. Rückseitig befinden sich mehrere Flügel und Außengebäude. Seitlich an der Dalmally Road und rückseitig sind halbrund hervortretende Treppenhäuser zu finden, die mit halbkonischen Dächern abschließen. Einer der Anbauten besitzt ein Walmdach. Die Fassaden sind teilweise auf herkömmliche Weise und teilweise in der traditionellen Harling-Technik verputzt.